# Wojskowa stacja radiowa Pierre-Sur-Haute

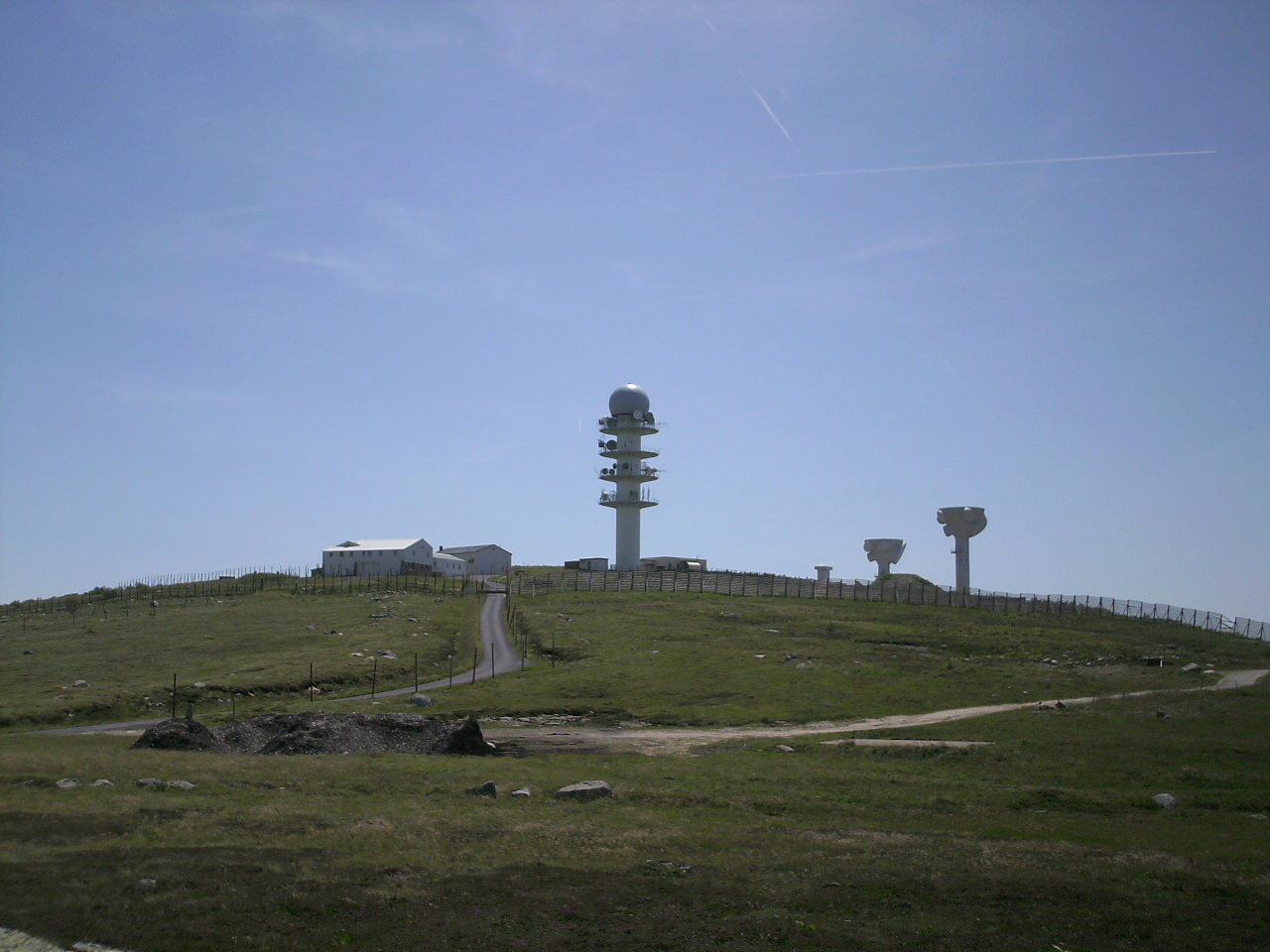
Stacja Pierre-sur-Haute.

Wojskowa stacja radiowa Pierre-Sur-Haute (fr. Station hertzienne de Pierre-sur-Haute) – francuska instalacja wojskowa przeznaczona do przekazywania komunikacji radiowej. Zlokalizowana jest na terenie gmin Sauvain oraz Job, w regionie Owernia-Rodan-Alpy (do 2015 roku przez jej teren przebiegała granica między regionami Rodan-Alpy i Owernia). Znajduje się tam również cywilny przekaźnik radiowy należący do TDF.

## Historia
W 1913 roku w miejscu obecnej stacji radiowej zbudowano telegraf optyczny. Był to wówczas mały kamienny budynek z semaforem na szczycie.
W 1961, w czasie zimnej wojny NATO zwróciło się do Francuskich Sił Zbrojnych o zbudowanie jednej z sieci 82 stacji przekaźnikowych w Europie, należących do systemu ACE High. W ramach tego systemu instalacja, nosząca oznaczenie FLYZ, była ogniwem łączącym stację Lachenz (FNIZ) na południu i Mont-Août (FADZ) na północy.

## Przeznaczenie
Stacja Pierre-sur-Haute znajduje się pod kontrolą Francuskich Sił Powietrznych i podlega administracyjnie bazie lotniczej Lyon–Mont Verdun, oddalonej o około 80 km. Jest jedną z czterech stacji radiowych na osi północ-południe Francji. Stacja jest używana przede wszystkim do przekazywania komunikacji dotyczącej dowodzenia jednostkami operacyjnymi. W razie decyzji o użyciu broni jądrowej rozkaz mógłby zostać przekazany przez tę instalację.

## Kontrowersje wokół artykułu w Wikipedii
W kwietniu 2013 roku artykuł Station hertzienne militaire de Pierre-sur-Haute we francuskojęzycznej Wikipedii (zapoczątkowany w lipcu 2009) przyciągnął uwagę francuskich służb specjalnych DCRI, które próbowały usunąć artykuł z francuskojęzycznej Wikipedii. Po prośbie o usunięcie artykułu w marcu 2013 Wikimedia Foundation odpowiedziała zapytaniem o to, które fragmenty artykułu stanowią problem, biorąc pod uwagę, że artykuł zawierał informacje uzyskane z filmu dokumentalnego wyprodukowanego w 2004 roku przez Télévision Loire 7, lokalną stację telewizyjną, przy współpracy z Francuskimi Siłami Powietrznymi, który jest dostępny za darmo w Internecie. DCRI odmówiło udzielenia tych szczegółów i ponowiło żądanie usunięcia artykułu.
Następnie DCRI wpłynęło na administratora francuskojęzycznej Wikipedii i prezesa Wikimedii Francja Rémiego Mathisa, aby usunął artykuł. Artykuł został natychmiast przywrócony przez innego wikipedystę ze Szwajcarii.
W wyniku sporu artykuł stał się najczęściej czytanym artykułem we francuskojęzycznej Wikipedii, osiągając ponad 120 000 wyświetleń w czasie weekendu 6-7 kwietnia 2013, i został przetłumaczony na inne języki. Za rolę, jaką odegrał w kontrowersyjnych okolicznościach związanych z francuskojęzycznym artykułem Wojskowa stacja radiowa Pierre-Sur-Haute, Rémi Mathis otrzymał nagrodę Wikipedysta Roku od Jimmy'ego Walesa na Wikimanii 2013.